# Dietrich Simon (Rechtswissenschaftler)
Dietrich Volker Simon (* 26. Mai 1936 in Rastatt; † 14. November 2023 in Marburg) war ein deutscher Jurist und Hochschullehrer.

## Leben
Nach dem Studium der Rechtswissenschaften legte er 1959 die erste juristische Staatsprüfung, 1964 die Promotion an der Universität Freiburg im Breisgau mit der Dissertation Begriff und Tatbestand der ‚Iniuria‘ im altrömischen Recht, die zweite juristische Staatsprüfung und die Habilitation 1974 ab. Er wurde Privatdozent der Universität Freiburg im Breisgau, 1976 Wissenschaftlicher Rat und Professor der Universität Göttingen und ab 1978 Professor an der Philipps-Universität Marburg. Am 10. Juni 1988 wurde er für sechs Jahre zum Präsidenten der Universität Marburg gewählt. Er lehrte als Honorarprofessor bis 2006 an der Universität Jena.
Seine Tätigkeitsschwerpunkte waren bürgerliches Recht und römisches Recht.
Von 1980 bis 1986 war er Präsident des Familienbundes der Deutschen Katholiken sowie gewähltes Mitglied des geschäftsführenden Ausschusses des Zentralkomitees der deutschen Katholiken.

## Auszeichnungen (Auswahl)
- Träger des Verdienstordens der Bundesrepublik Deutschland (Verdienstkreuz am Bande und 1. Klasse)
- Officier dans I’Ordre des Palmes Académiques

## Schriften (Auswahl)
- Begriff und Tatbestand der ‚Iniuria‘ im altrömischen Recht. Jur. Diss. Freiburg 1964; in: Zeitschrift der Savigny-Stiftung für Rechtsgeschichte. Romanistische Abteilung. Band 82, 1965.
- Konstantinisches Kaiserrecht. Studien anhand der Reskriptenpraxis und des Schenkungsrechts (= Forschungen zur byzantinischen Rechtsgeschichte. Band 2). Klostermann, Frankfurt am Main 1977, ISBN 3-465-01185-6 (zugleich Habilitationsschrift, Freiburg im Breisgau 1974).
- mit Olaf Werner: 22 Probleme aus dem Familien- und Erbrecht (= Juristische Arbeitsblätter. Studium). 3. Auflage, Luchterhand, Neuwied/Kriftel 2002, ISBN 3-472-05182-5.